# ماینی سوری
ماینی سوری (زاده ۷ آوریل ۱۹۵۷، اولویلا، فنلاند) یک خواننده، نوازنده و ترانه‌سرا سوئدی-فنلاندی است که در سوئد زندگی می‌کند.
ماینی سوری از ۸ سالگی آهنگسازی کرده‌است. او در نوجوانی از فنلاند به سوئد مهاجرت کرد. او ترانه، پیانو و تئوری موسیقی خوانده‌است و لیسانس هنر از دانشگاه اوربرو دارد. او آهنگ‌های خودش را ضبط کرده و در کنسرت‌ها و رادیو و تلویزیون سوریج اجرا کرده‌است.

## آهنگ‌شناسی

### آلبوم‌ها
- آهنگ‌هایی دربارهٔ فصل‌های زندگی/Sånger om livets harsunder (1998)
- تو مرا به عنوان عطر رها کردی/دین دفت ماند کوار (۲۰۰۶)
- روزی جلد. ۲ (۲۰۱۱)
- وقتی دو دنیا با هم ملاقات می‌کنند (Maini Sorri و Magneto Dayo) (2018)
- مرا به خانه بیاور (۲۰۱۸)
- روزی جلد. ۳ (۲۰۱۹)
- Shiny Eyes Vol. 2 (2023)
- Bring Me Home Vol. 2 (2023)

### پخش گسترده
- کریسمس در قلب ما (۲۰۰۶)
- روزی (۲۰۱۰)
- دنیای رؤیایی (۲۰۱۱)

### تک آهنگها
- مخفیگاه (۲۰۱۰) (سوریسو)
- بگذار وقتت را بکنم (۲۰۱۱)
- دوست ویژه (۲۰۱۱) (سوریسو)
- چشمان براق (۲۰۱۲)
- لطفاً برو برو (۲۰۱۲)
- لطفاً برو دور (ریمیکس راک) (۲۰۱۲)
- مرا نگه دار (۲۰۱۳)
- فقط یک رؤیا (ریمیکس) (۲۰۱۳)
- شب خاموش (۲۰۱۳)
- مویرا (Maini Sorri & Jörgen Hansson) (2014)
- آهنگ آبی (Maini و Magneto Dayo) (2014)
- بیدار دل شکسته (۲۰۱۴)
- Awoken Heartbroken (ریمیکس) (۲۰۱۴)
- عشق گمشده (۲۰۱۵)
- عشق گمشده (ریمیکس رقص) (۲۰۱۵)
- هرگز خداحافظی نکردم (۲۰۱۵)
- شانس دوم (Maini و Magneto Dayo) (2016)
- I Fall To Pieces (2016)
- جدایی از راه ما (۲۰۱۷)
- تو در ذهن من هستی (۲۰۱۸)
- از طریق چشمان اشکبار (۲۰۲۰)
- فردا (۲۰۲۱)
- فقط بگذار بخوانم (۲۰۲۳)
- نور را به من نشان بده (۲۰۲۳)

## کتاب‌ها
- Lauluja elämän vuodenajoista (1992) (Uppsalan Suomalainen seurakunta)
- Metsä laulaa/Skogen sjunger (2006)